# ماجد بن الحميدي الدويش

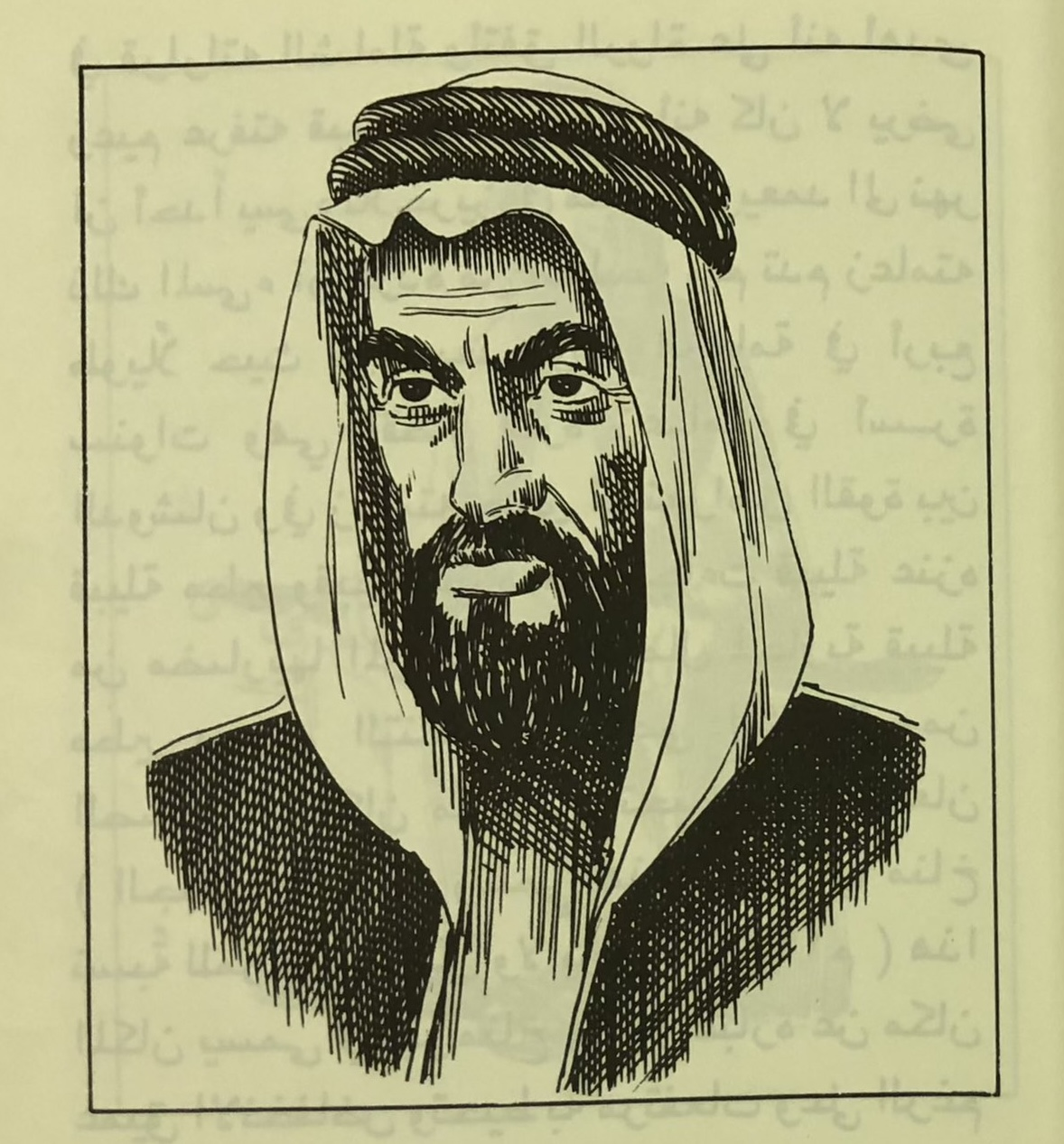
رسم تقريبي للشيخ ماجد بن الحميدي الدويش

ماجد بن الحميدي الدويش شيخ قبيلة مطير من عام 1857 حتى وفاته، تولى المشيخة بعد وفاة والده الحميدي بن فيصل الدويش في ديسمبر 1857، استطاع في عهده وقف الحرب الداخلية التي نشبت بين بطون قبيلة مطير، وبعد وفاته تولى شقيقه الأصغر سلطان بن الحميدي الدويش مشيخة القبيلة